# Iselma quadrimaculata
Iselma quadrimaculata là một loài bọ cánh cứng trong họ Meloidae. Loài này được Borchmann miêu tả khoa học năm 1942.